# Billy Thompson (baloncestista)
William Stansbury "Billy" Thompson (Camden, Nueva Jersey; 1 de diciembre de 1963) es un exjugador de baloncesto estadounidense que disputó 6 temporadas en la NBA, además de jugar en la CBA, la liga israelí y la liga argentina. Con 2,00 metros de estatura, jugaba en la posición de alero. 
Es uno de los únicos cinco jugadores que han conseguido ganar consecutivamente el campeonato de la NCAA y de la NBA. Los otros cuatro son Bill Russell (San Francisco 1956, Boston Celtics 1957), Henry Bibby (UCLA 1972, New York Knicks 1973) y Magic Johnson (Michigan State 1979, Los Angeles Lakers 1980) y Christian Braun (Kansas 2022 y Denver Nuggets 2023).

## Trayectoria deportiva

### Universidad
Tras participar en 1982, en su época de high school en el prestigioso McDonald's All American, jugó durante cuatro temporadas con los Cardinals de la Universidad de Louisville, en las que promedió 11,8 puntos y 6,5 rebotes por partido. En 1986 se proclamaron campeones de la NCAA tras batir a Duke en la final por 72-69, siendo elegido Thompson en el mejor quinteto del torneo.

### Profesional
Fue elegido en la decimonovena posición del Draft de la NBA de 1986 por Atlanta Hawks, quienes automáticamente traspasaron sus derechos junto con los del otro jugador seleccionado en el draft, Ron Kellogg, a Los Angeles Lakers, a cambio de Mike McGee y los derechos sobre Ken Barlow. Llegó a un equipo plagado de estrellas, asumiendo el papel de sustituto de James Worthy o de Kurt Rambis. En su primera temporada jugó poco más de 12 minutos por partido, promediando 5,6 puntos y 2,9 rebotes, que sin embargo le sirvieron para ganar su primer anillo de campeón de la NBA. Al año siguiente las lesiones hicieron que se perdiera gran parte de la temporada, jugando tan sólo 9 partidos, ganando de nuevo el campeonato.
Al comienzo de la temporada 1988-89 fue incluido en el draft de expansión, siendo elegido por Miami Heat. En Florida jugó 3 temporadas, siendo titular en la mayoría de los partidos. Destacó la temporada 1989-90, en la que acabó promediando 11 puntos y 7 rebotes por partido. En 1991 fichó como agente libre por Golden State Warriors, pero únicamente llegó a disputar con ellos un minuto de juego.
Al año siguiente se fue a jugar a los Rapid City Thrillers de la CBA, marchándose en 1993 al Hapoel Jerusalem de la liga israelí, donde estaría tres temporadas, consiguiendo dos títulos de copa. Terminaría su carrera deportiva vistiendo la camiseta del Club Atlético Quilmes de Mar del Plata.

## Estadísticas de su carrera en la NBA

### Temporada regular
| Temporada | Edad | Equipo                | Liga | P   | TIT | MIN  | TC  | TCA | %TC  | 3P  | 3PA | %3P  | TL  | TLA | %TL  | R.OF. | R.DEF. | REB | ASIS | ROB | TAP | PER | FP  | PTS  |
| 1986-87   | 23   | Los Angeles Lakers    | NBA  | 59  | 0   | 12.9 | 2.4 | 4.4 | .544 | 0.0 | 0.0 | .000 | 0.8 | 1.3 | .649 | 1.2   | 1.7    | 2.9 | 1.0  | 0.3 | 0.5 | 1.0 | 2.5 | 5.6  |
| 1987-88   | 24   | Los Angeles Lakers    | NBA  | 9   | 0   | 4.2  | 0.3 | 1.4 | .231 | 0.0 | 0.0 |      | 0.9 | 1.1 | .800 | 0.2   | 0.8    | 1.0 | 0.1  | 0.1 | 0.0 | 0.7 | 1.2 | 1.6  |
| 1988-89   | 25   | Miami Heat            | NBA  | 79  | 58  | 28.8 | 4.4 | 9.1 | .487 | 0.0 | 0.1 | .000 | 2.0 | 2.8 | .696 | 3.1   | 4.2    | 7.2 | 2.2  | 0.7 | 1.3 | 2.4 | 3.3 | 10.8 |
| 1989-90   | 26   | Miami Heat            | NBA  | 79  | 45  | 27.1 | 4.7 | 9.2 | .516 | 0.0 | 0.1 | .500 | 1.5 | 2.3 | .622 | 3.0   | 4.0    | 7.0 | 2.1  | 0.7 | 1.1 | 2.0 | 3.0 | 11.0 |
| 1990-91   | 27   | Miami Heat            | NBA  | 73  | 46  | 20.3 | 2.8 | 5.6 | .499 | 0.0 | 0.1 | .000 | 1.2 | 1.7 | .718 | 1.6   | 2.6    | 4.3 | 1.5  | 0.4 | 0.7 | 1.6 | 2.2 | 6.8  |
| 1991-92   | 28   | Golden State Warriors | NBA  | 1   | 0   | 1.0  | 0.0 | 0.0 |      | 0.0 | 0.0 |      | 0.0 | 0.0 |      | 0.0   | 0.0    | 0.0 | 0.0  | 0.0 | 0.0 | 0.0 | 0.0 | 0.0  |
| Total     |      |                       | NBA  | 300 | 149 | 22.3 | 3.6 | 7.1 | .505 | 0.0 | 0.0 | .154 | 1.4 | 2.1 | .674 | 2.2   | 3.2    | 5.4 | 1.7  | 0.5 | 0.9 | 1.8 | 2.7 | 8.6  |

### Playoffs
| Temporada | Edad | Equipo             | Liga | P | MIN | TCA | TC | 3PA | 3P | TLA | TL | R.OF. | REB | ASIS | ROB | TAP | PER | FP | PTS | %TC  | %3P | %FT   | MIN | PTS | REB | AST |
| 1986-87   | 23   | Los Angeles Lakers | NBA  | 3 | 27  | 6   | 11 | 0   | 0  | 2   | 2  | 3     | 6   | 2    | 4   | 0   | 0   | 2  | 14  | .545 |     | 1.000 | 9.0 | 4.7 | 2.0 | 0.7 |
| Total     |      |                    | NBA  | 3 | 27  | 6   | 11 | 0   | 0  | 2   | 2  | 3     | 6   | 2    | 4   | 0   | 0   | 2  | 14  | .545 |     | 1.000 | 9.0 | 4.7 | 2.0 | 0.7 |